# Торнео (гемам)
«Торнео» — гемам Балтийского флота Российской империи, участник Отечественной войны 1812 года.

## Описание судна
«Торнео» представлял собой парусный деревянный гемам. Длина судна составляла 43,9 метра, ширина — 10,9 метра, а осадка 2,6 метра. В качестве артиллерийского вооружения на судне было установлено 32 орудия.

## История службы
Гемам «Торнео» был заложен в Главном адмиралтействе Санкт-Петербурга в 1808 году и после спуска на воду в июле 1808 года вошёл в состав Балтийского флота России. Строительство вёл корабельный мастер И. В. Курепанов.
В 1810 году гемам в составе эскадры стоял на Кронштадтском рейде. Принимал участие в Отечественной войне 1812 года и войне с Францией 1813—1814 годов. Под флагом контр-адмирала А. В. фон Моллера во главе гребной флотилии 29 июня (11 июля) 1812 года покинул Кронштадт и 31 июля (12 августа) пришёл в Ригу, по пути посетив Роченсальм и Свеаборг. 10 (22) августа объединившись с английской эскадрой контр-адмирала Т. Мартена корабли русской эскадры ушли из Риги и 19 (31) августа пришли к Данцигу. «Торнео» принял  участие в блокаде крепости. 
4 (16) сентября гемам был включён в отряд капитана 2-го ранга И. С. Тулубьева и в его составе ушел от Данцига. 8 (20) сентября отряд прибыл в Свеаборг, где остался на зимовку. 5 (17) июля 1813 года в составе отряда капитана 1-го ранга графа Л. П. Гейдена «Торнео» вернулся на Данцигский рейд и вновь принял участие в блокаде и бомбардировках крепости. В сентябре 1813 года в составе отряда ушёл от Данцига и 1 (13) августа года прибыл в Кенигсберг. В 1814 году был переведён в Свеаборг, а в 1815 году — в Кронштадт. С 1817 по 1821 год нёс брандвахтенную службу в Ревеле, а в июне 1821 года вновь ушёл в Кронштадт.
Гемам «Торнео» был разобран в Кронштадте в 1824 году.

## Командиры судна
Командирами гемама «Торнео» в разное время служили:
- В. И. Нелидов (1810 год);
- Ф. П. Тебеньков (1812—1813 годы);
- А. Я. Азарьев (1814—1815 годы);
- И. Н. Бутаков (1817—1818 год);
- Б. Б. Берх (1819 год);
- Л. В. Токмачев (1820 год);
- Т. Я. Семыкин (до июня 1821 год);
- И. Ф. фон Вейсвельд (с июня 1821 года).